# 東京音楽センター
株式会社 東京音楽センター（Tokyo Music Center, TMC）は、東京都に本社を置く、ウェディングサービス関連事業など行う企業である。

## 概要
創業は1973年（昭和48年）。創業者の東暉久（芸名:東てるひこ、1944年 - 2019年）が初代代表取締役を務め、現在は息子の東薫也が2代目代表取締役を担う。
「音楽で感動を創造する」をサービスコンセプトに、演奏者や聖歌隊などの結婚式に特化した人材の派遣事業およびコンサートイベントなどの企画事業を全国展開で行っている。
また、厚生労働省老健局振興課によって推進されている生活支援サービス（介護保険外サービス）の活用において、結婚式に特化した介護保険外サービスとして、2015年末より結婚式専門の付き添い介護（通称：ケアアテンドサービス）を開始した。

## 本部
- 所在地 ： 東京都小平市喜平町1丁目9番15号

## 事業所
- TMC横浜 - 〒370-1203　神奈川県横浜市中区住吉町6-74 ピージェイ馬車道ビル 2F-D
- TMC高崎 - 〒370-1203　群馬県高崎市中居町2-22-5 トーワビル2F
- TMC名古屋 - 〒460-0003　愛知県名古屋市中区錦3-11-25 アーク栄錦ニュービジネスビル621
- TMC大阪 - 〒550-0003　大阪府大阪市西区京町堀1-3-3 肥後橋パークビル8F
- TMC岡山 - 〒700-0975　岡山県岡山市北区今4-8-18 グロースⅢビル1F
- TMC博多 - 〒812-0011　福岡県福岡市博多区博多駅前3-4-8 ダヴィンチ博多シティ3F
- TMC鹿児島 - 〒892-0842　鹿児島県鹿児島市東千石町5-12 キューブビルディング610
- TMC沖縄 - 〒900-0021　沖縄県那覇市泉崎1-20-1 3F オーツー 3015

## 沿革
- 1973年（昭和48年）- 東京音楽センターの前身にあたるコトブキミュージック創業
- 1974年（昭和49年） - 結婚式や披露宴の音楽演出に着目し、披露宴専用の「8トラックテープ」開発
- 1978年（昭和53年） - レディーバード音楽学院を設立し、プロ演奏者養成を始める
- 1980年（昭和55年） - 電子オルガンとシンセサイザーを組み合わせた「ウェディングセンサー」開発
- 1981年（昭和56年） - 株式会社東京音楽センター法人設立（資本金1,000万）所在地：練馬区上石神井
- 1985年（昭和60年） - 結婚披露宴専用のシンセサイザーシステム「ウェディングトーン」商品化
- 1990年（平成02年） - 東京本部を移転拡大　所在地：杉並区荻窪
- 1991年（平成03年） - 高崎事業所開設
- 1992年（平成04年） - 有料職業紹介事業認可取得【13-ユ-150009】、東京本部を移転　所在地：小金井市
- 1995年（平成07年） - 「教会式ウェディング」商品化
- 1997年（平成09年） - チャペルウェディングをハードソフトの両面から提案する「チャペルコーディネートシステム」展開
- 1998年（平成10年） - 大阪事業所開設
- 1999年（平成11年） - ベル自動演奏システム「ベルシンフォニー」販売、東京本部を移転拡大　所在地:小金井市
- 2001年（平成13年） - 岡山事業所開設
- 2002年（平成14年） - 博多事業所開設
- 2004年（平成16年） - 一般労働者派遣事業認可取得 【 般 13-150066 】
- 2007年（平成19年） - 自社社屋完成　所在地：小平市
- 2009年（平成21年） - 名古屋営業所開設・鹿児島営業所開設
- 2013年（平成25年） - 創業40周年を迎える
- 2015年（平成27年） - 介護保険外の生活支援サービスとして、結婚式専門の付き添い介護【ケアアテンドサービス】の提供開始
- 2017年（平成29年） - 女性活躍推進法に基づく「えるぼし最高位（3段階目）」認定を取得
- 2018年（平成30年） - 横浜営業所開設
- 2022年（令和04年） - 沖縄営業所開設